# Rzhanitsa Corona
La Rzhanitsa Corona è una struttura geologica della superficie di Venere.